# Haagse Beemden (natuurgebied)

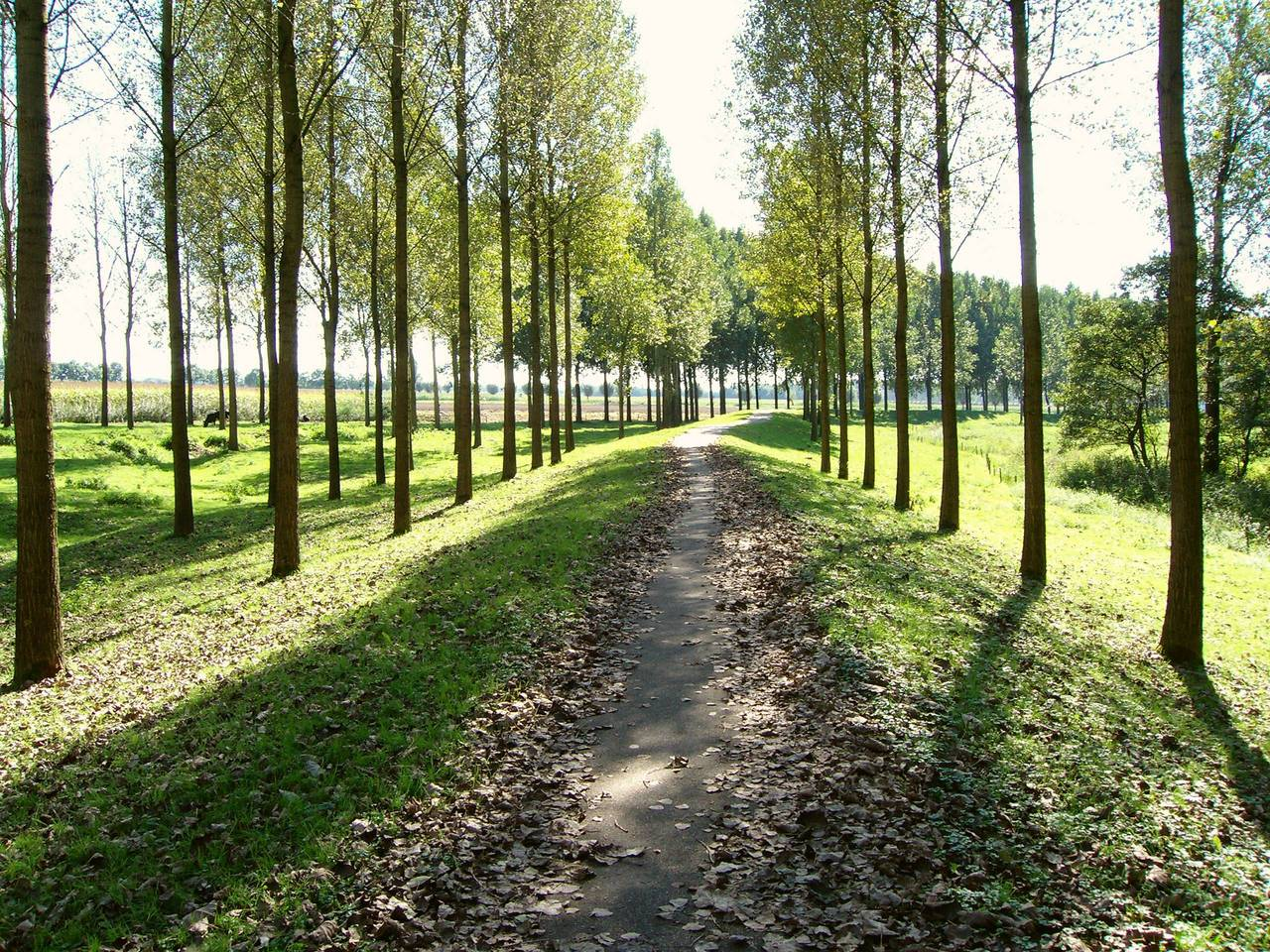
De Haagse Dijk vormt de westelijke grens van de Haagse Beemden

De Haagse Beemden is een natuurgebied dat is gelegen ten noorden van Leur en ten westen van Prinsenbeek. Het is eigendom van Staatsbosbeheer en meet 197 ha.
Het gebied werd tot in de Eerste Wereldoorlog gebruikt voor turfwinning, waardoor allerlei turfgaten zijn ontstaan die geleidelijk een verlandingsproces doorlopen, met name in het deelgebied De Berk. Tot in de jaren 70 van de 20e eeuw was het een boezemgebied van de Mark en stond het in de winter voor een groot deel onder water. Het gebied werd daarom als hooiland gebruikt.
In 1968 kwam echter een gemaal gereed, waardoor de overstromingen beëindigd werden. Bovendien vond omstreeks deze tijd een ruilverkaveling plaats. Aldus kwam aan de geïsoleerde ligging van het gebied een einde.
Het gebied kent gradiënten doordat vanuit het noorden voedselrijk water van de Mark binnenkomt, en vanaf het zuiden ook kwel die afkomstig is van de hogere zandgronden in het zuiden: De Haagse Beemden zijn gelegen op de Naad van Brabant. Kenmerkende planten zijn blauwe zegge, tormentil, moerasviooltje en Spaanse ruiter. Op de restanten van heischrale graslanden vindt men nog hondsviooltje, sterzegge en bleke zegge. In de meer voedselrijke moerasbosjes vindt men dotterbloem en poelruit, terwijl in de verlandende veenputten ook cyperzegge, oeverzegge en pluimzegge groeit, onder meer op drijftillen. Ook is het gebied van belang voor de weidevogels.
Nabij het gebied ligt, in het westen, de Zwartenbergse Molen. In 2003 is in De Haagse Beemden een 7,5 km lange rondwandeling uitgezet.